# The George (Dublin)

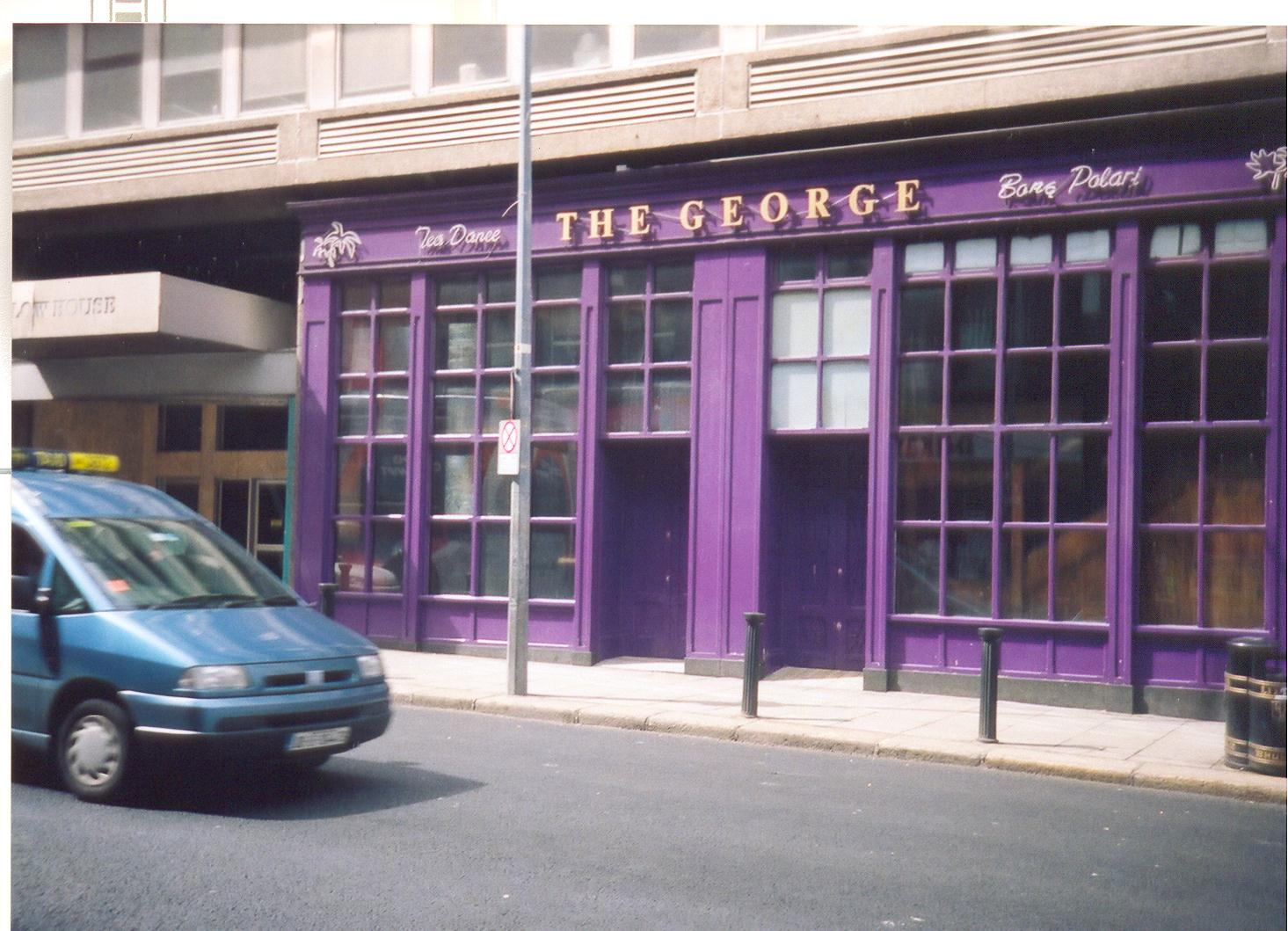
Voorgevel van The George

The George is een Ierse pub en nachtclub in South Great George's Street, Dublin.
Het etablissement opende zijn deuren in 1985, acht jaar voordat homoseksualiteit werd gelegaliseerd in Ierland. Het is daarmee een van de oudste homobars van het land. Na deze legalisering groeiden de bezoekersaantallen enorm en breidde The George verschillende malen uit.